# Justino Burgos
Justino Burgos González (Lamasón, Cantabria, 1 de enero de 1933-Zaragoza, 26 de noviembre de 2023) fue un profesor universitario, catedrático de Tecnología de los Alimentos, vicedecano (1970-77) y decano (1977-81) de la Facultad de Veterinaria de la Universidad de León, vicerrector de Investigación de la Universidad de León (1983) y Consejero de Educación y Cultura de la Junta de Castilla y León.
Está considerado como uno de los 'padres' de los estudios sobre tecnología de los alimentos en España.

## Biografía
Justino Burgos nació el 1 de enero de 1933 en Lamasón (Cantabria). Realizó sus estudios en la Facultad de Veterinaria de la Universidad de Zaragoza, licenciándose en 1955 con premio extraordinario. Allí obtuvo el título de doctor en 1960, "cum laude" y premio extraordinario.
Su carrera docente se inicia en la Universidad de Zaragoza, primero como profesor Ayudante y luego como profesor Adjunto.
En 1958 se desplaza al Reino Unido para completar su formación [18 meses en el National Institute for Research in Dairy, Reading (1958-59), 24 meses en la Universidad de Liverpool (1961-63) y 18 meses en la Universidad de Leicester (1963-64)].
En 1963, con 30 años, obtuvo la cátedra de Industrias de la Carne, Leche y Pescado (denominada más tarde Tecnología y Bioquímica de los Alimentos) de la Facultad de León, adscrita entonces a la Universidad de Oviedo, a la que se incorporó en 1964.  
En 1989 se traslada a la Facultad de Veterinaria de Zaragoza, donde permanece hasta su jubilación por enfermedad (ictus cerebrovascular).
Fue además coordinador del área de Tecnología de los Alimentos de la Agencia Nacional de Evaluación y Prospectiva (ANEP) (1993-96) y miembro del Consejo Rector del Consejo Superior de Investigaciones Científicas (CSIC).
Actividad política
Justino Burgos estuvo muy vinculado a los grupos de oposición al franquismo durante los últimos años de la dictadura. Participó activamente en la Junta Democrática, que planteaba aspectos relevantes de lo que tenía que ser la transición a la democracia.
En 1972 fue uno de los impulsores del Club Cultural de Amigos de la Naturaleza (CCAN), uno de los núcleos que agruparon a los opositores del franquismo en León,y participó activamente en el nacimiento del semanio "Ceranda".
En 1983 es nombrado consejero de Educación y Cultura de la Junta de Castilla y León  presidida por Demetrio Madrid. Como consejero fue el inspirador de los Premios Castilla y León.
Muere en Zaragoza el 26 de noviembre de 2023 a los 90 años de edad.

## Libros y traducciones
- Burgos González, Justino. Estado actual de la Universidad Española. Discurso inaugural del año académico. Universidad de León, 1980.
- Hart, F. Leslie.  Análisis moderno de los alimentos  Editorial Acribia, 1983. 650. 286 páginas.
- Schmidt, Glen H.  Biología de la lactación. Editorial Acribia, 1974
- Clark, John M. et al.  Bioquímica experimental.  Editorial Acribia, 1966
- Fruton, Joseph S.;  Simmonds, Sofía.  Bioquímica general.  Ediciones Omega, 1961
- Hough, J. S.  Biotecnología de la cerveza y de la malta. Editorial Acribia, 1990
- Baumgartner, J. G.;  Hersom, A. C. Conservas alimenticias: fundamentos técnico-microbiológicos. Editorial Acribia, 1959
- VV.AA.  Ecología microbiana de los alimentos.   Editorial Acribia, 1983
- Wills, R. H. H.  Fisiología y manipulación de frutas y hortalizas post-recolección. Editorial Acribia, 1984
- Medawar, Peter.  El futuro del hombre. Editorial Acribia, 1961
- Braverman, J. B. S.  Introducción a la bioquímica de los alimentos. Ediciones Omega, 1967
- Wills, Ron.   Introducción a la fisiología y manipulación postcosecha de frutas, hortalizas y plantas ornamentales. Editorial Acribia, 1999
- Muller, H. G. Introducción a la reologia de los alimentos. Editorial Acribia, 1978
- Gutfreund, H.  Introducción al estudio de los enzimas. Ediciones Omega, 1969
- Melville, H.  Macromoléculas. Editorial Acribia, 1963
- Hayes, G. D.  Manual de datos para ingeniería de los alimentos. Editorial Acribia, 1992
- Coultate, Tom P.  et al. Manual de química y bioquímica de los alimentos. Editorial Acribia, 1998
- Brennan, James G.;  Butters, J. R.  Las operaciones de la ingeniería de los alimentos. Editorial Acribia, 1998
- AA.VV. Principios de envasado de alimentos. Editorial Acribia, 1997
- Arthey, David;  Ashurst, P. R. Procesado de frutas. Editorial Acribia, 1997
- Mahler, Henry. Química biológica.   Ediciones Omega, 1971